# Голлабрунн
Голлабрунн (нім. Hollabrunn) — місто, окружний центр в Австрії, у федеральній землі Нижня Австрія.
Входить у склад округу Голлабрунн. Населення складає 11 128 осіб (на 31 грудня 2005 року). Займає площу 152,38 км².

## Політична ситуація
Бургомістр комуни — Гельмут Вундерль (АНП) згідно з результатами виборів 2005 року.
Рада представників комуни (нім. Gemeinderat) складається з 37 місць.
- АНП займає 20 місць.
- СДПА займає 10 місць.
- АПС займає 4 місця.
- Зелені займають 3 місця.

## Фотографії

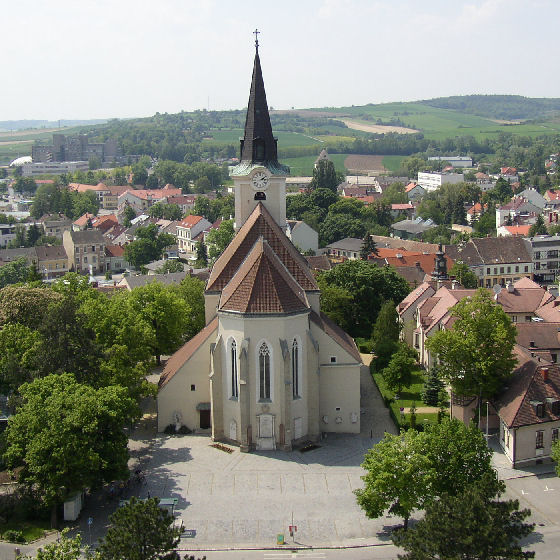
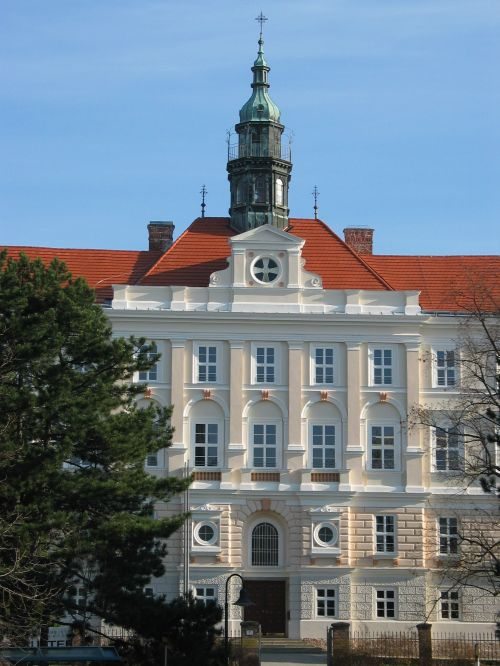
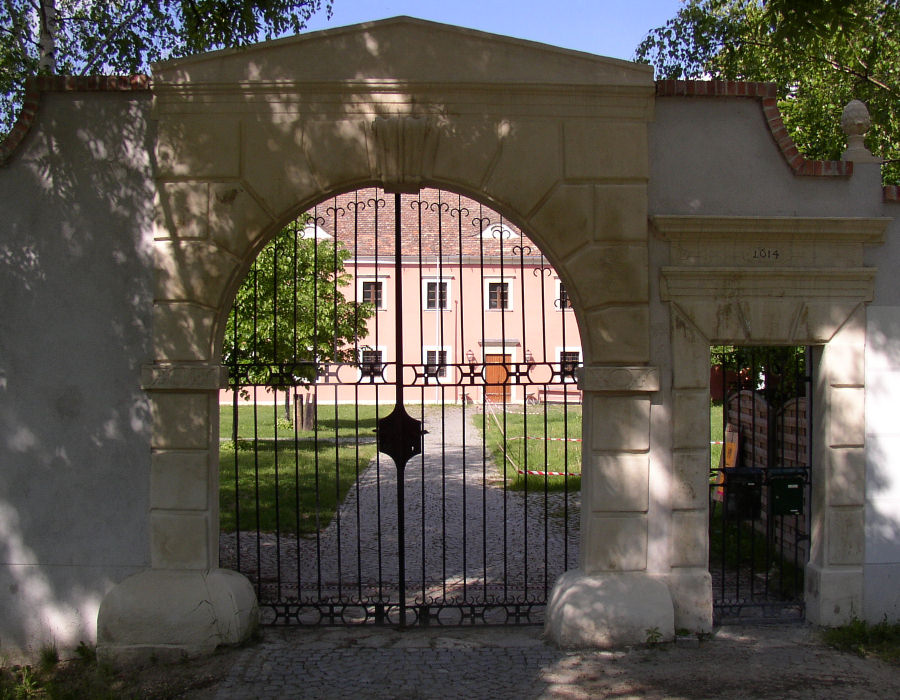
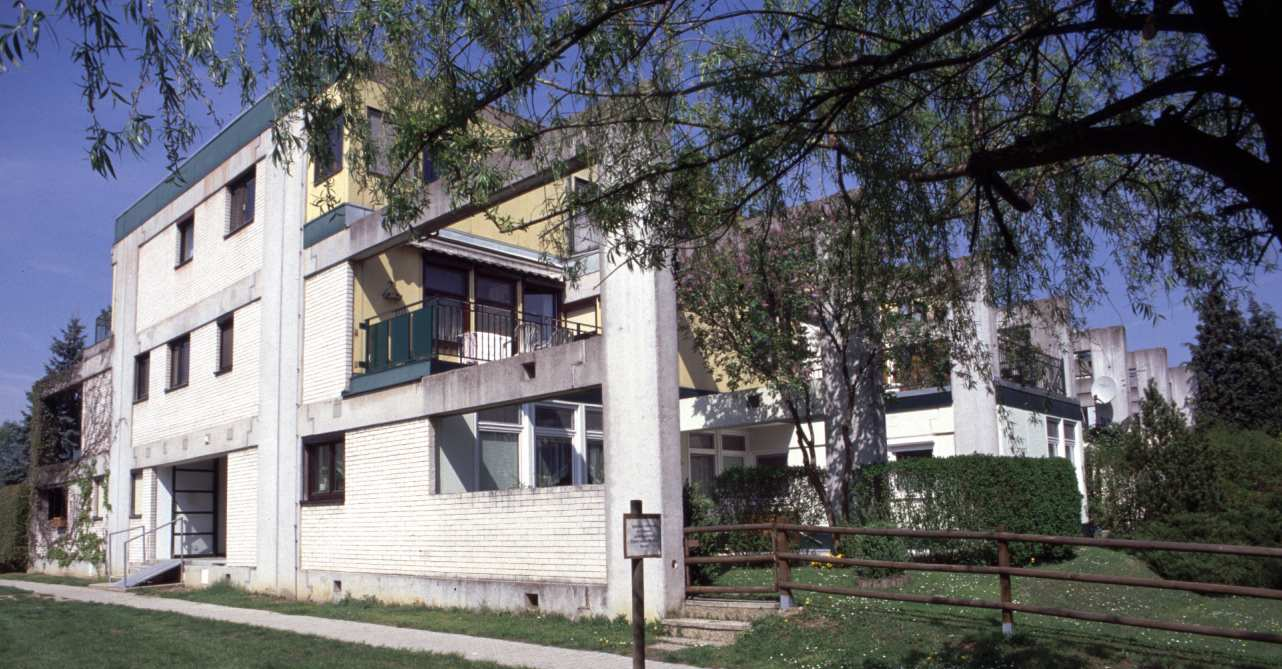